# Hyūga, Miyazaki
Hyūga (日向市 Hyūga-shi) là một thành phố thuộc tỉnh Miyazaki, Nhật Bản.